# Miguel Almirón
Pour les articles homonymes, voir Almirón.
Miguel Ángel Almirón Rejala, né le 10 février 1994 à Asuncion, est un footballeur international paraguayen qui évolue au poste de milieu offensif à Atlanta United.

## Biographie

### Carrière en club

#### Cerro Porteño (2013-2015)
Miguel Almirón commence sa carrière au Cerro Porteño, en entrant dans les catégories de jeunes. Le 10 mars 2013, il fait ses débuts professionnels en División de Honor en entrant à la 74e minute contre le Deportivo Capiatá lors d'une défaite 1-0. Puis le 19 avril, il inscrit son premier but contre le Rubio Ñu lors d'une victoire 2-1.

#### Lanús (2015-2016)
En août 2015, il rejoint le club argentin du Club Atlético Lanús. Le 14 septembre, il fait ses débuts en Primera División en entrant à la 60e minute contre Banfield lors d'une défaite 1-0.

#### Atlanta United (2017-2018)
Le 5 décembre 2016, il rejoint la nouvelle franchise du Atlanta United FC pour sa saison inaugurale en MLS, pour une indemnité de transfert estimée à huit millions de dollars américains. Le 6 mars, il réalise ses débuts en MLS lors d'une défaite 2-1 face aux Red Bulls de New York. La semaine suivante, il inscrit un doublé contre l'autre équipe d'expansion de Minnesota United lors d'une victoire 6-1.
Il remporte le 8 décembre 2018 la Coupe MLS.

#### Newcastle United (depuis 2019)
Il signe le dernier jour du mercato hivernal pour un transfert de 24 millions d'euros en faveur de Newcastle United.

### Carrière internationale
Miguel Almirón compte treize sélections avec l'équipe du Paraguay depuis 2015.
Il participe au Mondial des moins de 20 ans 2013 qui se déroule en Turquie. Il dispute deux rencontres lors du Mondial junior. Le Paraguay atteignent les huitièmes de finale de la compétition, en étant éliminés par l'Irak.
Il est convoqué pour la première fois en équipe du Paraguay par le sélectionneur national Ramón Díaz, pour un match amical contre le Chili le 5 septembre 2015. Lors de ce match, Miguel Almirón entre à la 81e minute de la rencontre, à la place de Jonathan Fabbro. La rencontre se solde par une défaite 3-2.
Il fait partie de la liste des vingt-trois joueurs paraguayens sélectionnés pour disputer la Copa América Centenario. Il dispute deux rencontres lors de la Copa América, contre la Colombie, et les États-Unis.

## Statistiques

### Statistiques générales
| Saison                | Club                  | Championnat           | Championnat | Championnat | Championnat | Coupe(s) nationale(s) | Coupe(s) nationale(s) | Coupe(s) nationale(s) | Compétition(s) continentale(s) | Compétition(s) continentale(s) | Compétition(s) continentale(s) | Compétition(s) continentale(s) | Autres compétitions | Autres compétitions | Autres compétitions | Autres compétitions | Total | Total | Total |
| Saison                | Club                  | Division              | M.          | B.          | P.d.        | M.                    | B.                    | P.d.                  | Comp.                          | M.                             | B.                             | P.d.                           | Comp.               | M.                  | B.                  | P.d.                | M.    | B.    | P.d.  |
| 2013                  | Cerro Porteño         | Primera División      | 6           | 1           | 0           | -                     | -                     | -                     | -                              | -                              | -                              | -                              | -                   | -                   | -                   | -                   | 6     | 1     | 0     |
| 2014                  | Cerro Porteño         | Primera División      | 14          | 0           | 1           | -                     | -                     | -                     | CS                             | 1                              | 0                              | 0                              | -                   | -                   | -                   | -                   | 15    | 0     | 1     |
| 2015                  | Cerro Porteño         | Primera División      | 19          | 5           | 2           | -                     | -                     | -                     | CL                             | 1                              | 0                              | 0                              | -                   | -                   | -                   | -                   | 20    | 5     | 2     |
| Sous-total            | Sous-total            | Sous-total            | 39          | 6           | 3           | -                     | -                     | -                     | -                              | 2                              | 0                              | 0                              | -                   | -                   | -                   | -                   | 41    | 6     | 3     |
| 2015                  | Lanús                 | Primera División      | 7           | 0           | 1           | 1                     | 0                     | 0                     | CS                             | 3                              | 1                              | 0                              | LPS                 | 3                   | 0                   | 0                   | 14    | 1     | 1     |
| 2016                  | Lanús                 | Primera División      | 12          | 2           | 2           | 1                     | 0                     | 0                     | -                              | -                              | -                              | -                              | FN                  | 1                   | 1                   | 0                   | 14    | 3     | 2     |
| 2016-2017             | Lanús                 | Primera División      | 12          | 0           | 1           | 2                     | 0                     | 0                     | CS                             | 2                              | 0                              | 0                              | CB                  | 1                   | 0                   | 1                   | 17    | 0     | 2     |
| Sous-total            | Sous-total            | Sous-total            | 31          | 2           | 4           | 4                     | 0                     | 0                     | -                              | 5                              | 1                              | 0                              | -                   | 5                   | 1                   | 1                   | 45    | 4     | 5     |
| 2017                  | Atlanta United        | MLS                   | 30          | 9           | 8           | 1                     | 0                     | 0                     | -                              | -                              | -                              | -                              | Séries              | 1                   | 0                   | 0                   | 32    | 9     | 8     |
| 2018                  | Atlanta United        | MLS                   | 32          | 12          | 11          | 1                     | 0                     | 0                     | -                              | -                              | -                              | -                              | Séries              | 5                   | 1                   | 0                   | 38    | 13    | 11    |
| Sous-total            | Sous-total            | Sous-total            | 62          | 21          | 19          | 2                     | 0                     | 0                     | -                              | -                              | -                              | -                              | -                   | 6                   | 1                   | 0                   | 70    | 22    | 19    |
| 2018-2019             | Newcastle United      | Premier League        | 10          | 0           | 0           | -                     | -                     | 0                     | -                              | -                              | -                              | -                              | -                   | -                   | -                   | -                   | 10    | 0     | 0     |
| 2019-2020             | Newcastle United      | Premier League        | 36          | 4           | 2           | 6                     | 4                     | 0                     | -                              | -                              | -                              | -                              | -                   | -                   | -                   | -                   | 42    | 8     | 2     |
| 2020-2021             | Newcastle United      | Premier League        | 34          | 4           | 1           | 5                     | 1                     | 2                     | -                              | -                              | -                              | -                              | -                   | -                   | -                   | -                   | 39    | 5     | 3     |
| 2021-2022             | Newcastle United      | Premier League        | 30          | 1           | 0           | 2                     | 0                     | 0                     | -                              | -                              | -                              | -                              | -                   | -                   | -                   | -                   | 32    | 1     | 0     |
| 2022-2023             | Newcastle United      | Premier League        | 34          | 11          | 1           | 8                     | 0                     | 2                     | -                              | -                              | -                              | -                              | -                   | -                   | -                   | -                   | 42    | 11    | 3     |
| 2023-2024             | Newcastle United      | Premier League        | 33          | 3           | 2           | 6                     | 1                     | 1                     | C1                             | 6                              | 1                              | 0                              | -                   | -                   | -                   | -                   | 45    | 5     | 3     |
| 2024-2025             | Newcastle United      | Premier League        | 7           | 0           | 0           | 5                     | 0                     | 0                     | -                              | -                              | -                              | -                              | -                   | -                   | -                   | -                   | 12    | 0     | 0     |
| Sous-total            | Sous-total            | Sous-total            | 184         | 23          | 6           | 32                    | 6                     | 5                     | -                              | 6                              | 1                              | 0                              | -                   | -                   | -                   | -                   | 222   | 30    | 11    |
| 2025                  | Atlanta United        | MLS                   | 22          | 3           | 4           | -                     | -                     | -                     | -                              | -                              | -                              | -                              | -                   | -                   | -                   | -                   | 22    | 3     | 4     |
| Total sur la carrière | Total sur la carrière | Total sur la carrière | 338         | 55          | 36          | 38                    | 6                     | 5                     | -                              | 13                             | 2                              | 0                              | -                   | 11                  | 2                   | 1                   | 400   | 65    | 42    |

### En sélection nationale
| Saison                | Sélection             | Phases finales          | Phases finales | Phases finales | Phases finales | Éliminatoires CDM | Éliminatoires CDM | Éliminatoires CDM | Matchs amicaux | Matchs amicaux | Matchs amicaux | Total | Total | Total |
| Saison                | Sélection             | Compétition             | M              | B              | Pd             | M                 | B                 | Pd                | M              | B              | Pd             | M     | B     | Pd    |
| --------------------- | --------------------- | ----------------------- | -------------- | -------------- | -------------- | ----------------- | ----------------- | ----------------- | -------------- | -------------- | -------------- | ----- | ----- | ----- |
| 2015-2016             | Paraguay              | Copa América Centenario | 2              | 0              | 0              | -                 | -                 | -                 | 1              | 0              | 0              | 3     | 0     | 0     |
| 2016-2017             | Paraguay              | -                       | -              | -              | -              | 6                 | 0                 | 0                 | 1              | 0              | 0              | 7     | 0     | 0     |
| 2017-2018             | Paraguay              | -                       | -              | -              | -              | 2                 | 0                 | 0                 | 1              | 0              | 0              | 3     | 0     | 0     |
| 2018-2019             | Paraguay              | Copa América 2019       | 4              | 0              | 2              | -                 | -                 | -                 | 4              | 0              | 1              | 8     | 0     | 3     |
| 2019-2020             | Paraguay              | -                       | -              | -              | -              | -                 | -                 | -                 | 5              | 2              | 0              | 5     | 2     | 0     |
| 2020-2021             | Paraguay              | Copa América 2021       | 4              | 1              | 1              | 5                 | 0                 | 0                 | -              | -              | -              | 9     | 1     | 1     |
| 2021-2022             | Paraguay              |                         | -              | -              | -              | 8                 | 1                 | 0                 | 2              | 2              | 0              | 10    | 3     | 0     |
| 2022-2023             | Paraguay              |                         | -              | -              | -              | -                 | -                 | -                 | 4              | 1              | 0              | 4     | 1     | 0     |
| 2023-2024             | Paraguay              | Copa América 2024       | 3              | 0              | 0              | 4                 | 0                 | 0                 | 2              | 0              | 0              | 9     | 0     | 0     |
| 2024-2025             | Paraguay              |                         | -              | -              | -              | 10                | 1                 | 1                 | -              | -              | -              | 10    | 1     | 1     |
| Total sur la carrière | Total sur la carrière | Total sur la carrière   | 13             | 1              | 3              | 35                | 2                 | 1                 | 20             | 5              | 1              | 68    | 8     | 5     |

### Buts internationaux
| 0 | Date              | Sélection | Lieu                                                | Adversaire | Score | Résultat | Compétition       | Détail                 |
| - | ----------------- | --------- | --------------------------------------------------- | ---------- | ----- | -------- | ----------------- | ---------------------- |
| 1 | 10 septembre 2019 | 23        | Stade international d'Amman, Amman                  | Jordanie   | 2-2   | 4-2      | Match amical      | 74e de la tête         |
| 2 | 14 novembre 2019  | 25        | Stade national Vassil-Levski, Sofia                 | Bulgarie   | 0-1   | 0-1      | Match amical      | 60e tir du pied gauche |
| 3 | 24 juin 2021      | 34        | Stade national de Brasilia Mané Garrincha, Brasilia | Chili      | 2-0   | 2-0      | Copa América 2021 | 58e sur penalty        |

## Palmarès
| Cerro Porteño (2) :                                                          | CA Lanús (2) : | Atlanta United (2) :                                                                  | Newcastle United                       |
| ---------------------------------------------------------------------------- | --- | ------------------------------------------------------------------------------------- | -------------------------------------- |
| - Champion du Paraguay (2) : - Champion : 2013 (Clôture) et 2015 (Ouverture) | - Championnat d'Argentine (1) : - Champion : 2016 - Copa Bicentenario de la Independencia (1) : - Vainqueur : 2016 | - Conférence Est (1) - Champion : 2018 - Major League Soccer (1) : - Vainqueur : 2018 | - Coupe de la Ligue - Finaliste : 2023 |